# Ibrokhimkhalil Yuldoshev
Ibrokhimkhalil Yuldoshev, né le 14 février 2001 à Yangiyer (en) en Ouzbékistan, est un footballeur international ouzbek. Il évolue au poste d'arrière gauche au Neftchi Ferghana.

## Biographie

### En club
Né à Yangiyer (en) en Ouzbékistan, Ibrokhimkhalil Yuldoshev est formé par le club local du Pakhtakor Tachkent. Il fait ses débuts en professionnel avec ce club, le 1er octobre 2019, lors d'une rencontre de championnat face au Sogdiana Jizzakh. Il entre en jeu et son équipe s'impose par trois buts à zéro.
Le 26 août 2021, Ibrokhimkhalil Yuldoshev rejoint la Russie afin de s'engager en faveur du FK Pari Nijni Novgorod.
Yuldoshev joue son premier match sous ses nouvelles couleurs le 27 août 2021, lors d'une rencontre de championnat face au FK Khimki. Il est titularisé et les deux équipes se neutralisent (1-1 score final).
Le 20 avril 2022, Yuldoshev prolonge son contrat avec le FK Pari Nijni Novgorod, signant un nouveau contrat de trois ans, soit jusqu'en juin 2025.
En janvier 2024, Ibrokhimkhalil Yuldoshev est prêté au Kaïrat Almaty pour un an, avec option d'achat.

### En sélection
Ibrokhimkhalil Yuldoshev honore sa première sélection avec l'équipe nationale d'Ouzbékistan le 3 septembre 2020, contre le Tadjikistan. Il est titularisé et son équipe s'impose par deux buts à un.